# Manuel María Mallarino
Manuel María Ramón Mallarino Ibargüen (Santiago de Cali, 18 de junio de 1808-Bogotá, 6 de enero de 1872) fue un abogado, diplomático y educador colombiano, miembro fundador del Partido Conservador Colombiano. 
Ocupó varios cargos en su vida política, siendo congresista, gobernador provincial y canciller para el gobierno de Tomás Cipriano de Mosquera, suscribiendo el tratado Mallarino-Bidlack, uno de los primeros acuerdos bilaterales de amistad con Estados Unidos. También fue secretario de educación nacional y regresó a la cancillería en sus últimos años de vida.
Miembro, figura clave y artífice de la creación del Partido Conservador, fue presidente de la República de Nueva Granada de 1855 a 1857, siendo el primer presidente perteneciente a ese partido. En su corto gobierno supervisó la creación de algunos estados en su país, durante el proceso de federalización de Colombia y mantuvo al país en paz, gracias al apoyo que le brindaron ambos partidos políticos, además de que la economía se recuperó.
Retirado del gobierno fue uno de los miembros fundadores de la Academia Colombiana de la Lengua en 1871, de la que llegó a ser su primer director. Intentó sin éxito regresar a la presidencia en 1872, pero fue derrotado en las elecciones por los liberales radicales, muriendo días después de dichas elecciones.
Pese a ser un católico fervoroso y ser uno de los miembros fundadores del conservatismo en Colombia, Mallarino resaltó como hombre de costumbres moderadas y fue defensor de las libertades públicas, siendo promotor de la libertad de cultos y la educación laica, por lo que es considerado uno de los conservadores progresistas más ilustres, como lo fue en su tiempo Mariano Ospina Pérez.
Mallarino también es patriarca de una de las familias de la aristocracia colombiana, entre quienes destacan sus sobrinos, Carlos y Jorge Holguín Mallarino, se convirtieron décadas después en importantes figuras del Partido Conservador y en presidentes del país; el primero a finales del siglo XIX y el segundo en dos ocasiones a principios del siglo XX.

## Biografía
Manuel nació en Cali, el 18 de junio de 1808 en el seno de una familia de la aristocracia española, cuando la actual Colombia estaba aún bajo la dominación española.
Luego de vivir su infancia en Santiago de Cali, se desplazó primero a Bogotá donde realizó sus estudios secundarios en el Colegio de San Bartolomé, y luego a Popayán donde realizó sus estudios de derecho en la Universidad del Cauca, graduándose como abogado en 1831.
En 1836 a la par de sus inicios en la política, Mallarino comenzó una larga carrera como educadorː fue profesor de Jurisprudencia en su álma mater, y se dedicó personalmente a la educación de sus hijos y de sus sobrinos, en especial de Carlos y Jorge Holguín, quienes también siguieron sus pasos en la política.

### Trayectoria política

#### Su paso por el Congreso

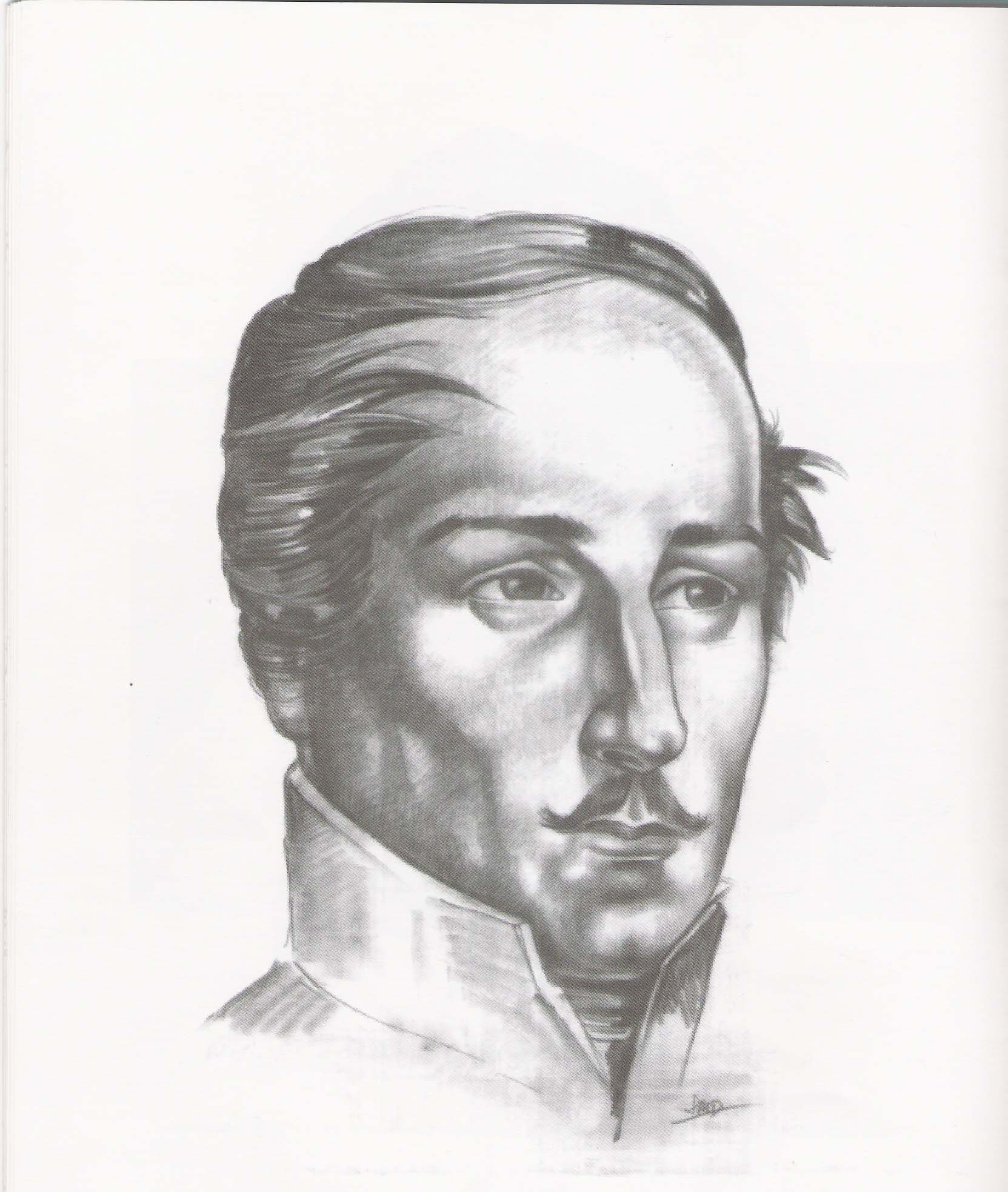
El General Santander retratado por uno de los descendencientes de Mallarino, el pintor Santiago Martínez.

Desde su época de estudiante empezó a moverse en los círculos políticos de su provincia, del lado del partido de los retrógrados (actuales conservadores), a cuyo nombre llegó a la Cámara de Representantes en 1836, participando en la fundación del partido de los ministeriales (unión de retrógrados y santanderistas disidentes) del que surgió después el Partido Conservador Colombiano. En 1838 fundó el periódico El Patriota, y en 1839 La Caridad, ambos de corte moderado.
En 1840, durante su esta etapa como congresista, Mallarino presenció el famoso debate que se dio entre del expresidente, Francisco de Paula Santander y el general Eusebio Borrero, donde el segundo acusó al primero de extremismo por la purga que cometió contra los conspiradores que intentaron derrocarlo en 1833. El debate se celebró con el beneplácito del entonces presidente José Ignacio de Márquez (rival de Santander).
Posteriormente ocuparía un escaño en el Senado, alternando su actividad legislativa con la administración regional, ya que en 1842 fue gobernador de la Provincia de Buenaventura, y luego, entre 1845 y 1846 la de Popayán.

#### Ingreso al gobierno (Secretario de Relaciones Exteriores 1846-1848)
Sus buenos oficios como líder regional del naciente conservatismo fueron recompensados por el general Tomás Cipriano de Mosquera (elegido presidente por los ministeriales en 1845), quien nombró a Mallarino como Ministro de Relaciones Exteriores entre octubre de 1846 y junio de 1848.
Mallarino es conocido porque suscribió el Tratado Mallarino-Bidlack. Este tratado fue firmado el 12 de diciembre de 1846, entre la República de la Nueva Granada (actual Colombia y Panamá) y los Estados Unidos. Fue llamado oficialmente como Tratado de Paz, Amistad, Navegación y Comercio, y en esencia fue un convenio de reciprocidad comercial entre ambos países; pero resultó ser la primera acción jurídica en el que los Estados Unidos intervenía económicamente y militarmente en el istmo de Panamá, que en esa época formaba parte de la Nueva Granada. El nombre por el que es conocido el tratado se debe a los firmantes: Manuel María Mallarino, y Benjamín Alden Bidlack, abogado que llegó a representante por Pensilvania en la Cámara de Representantes de los Estados Unidos.

### Viaje a Perú y dictadura de Melo

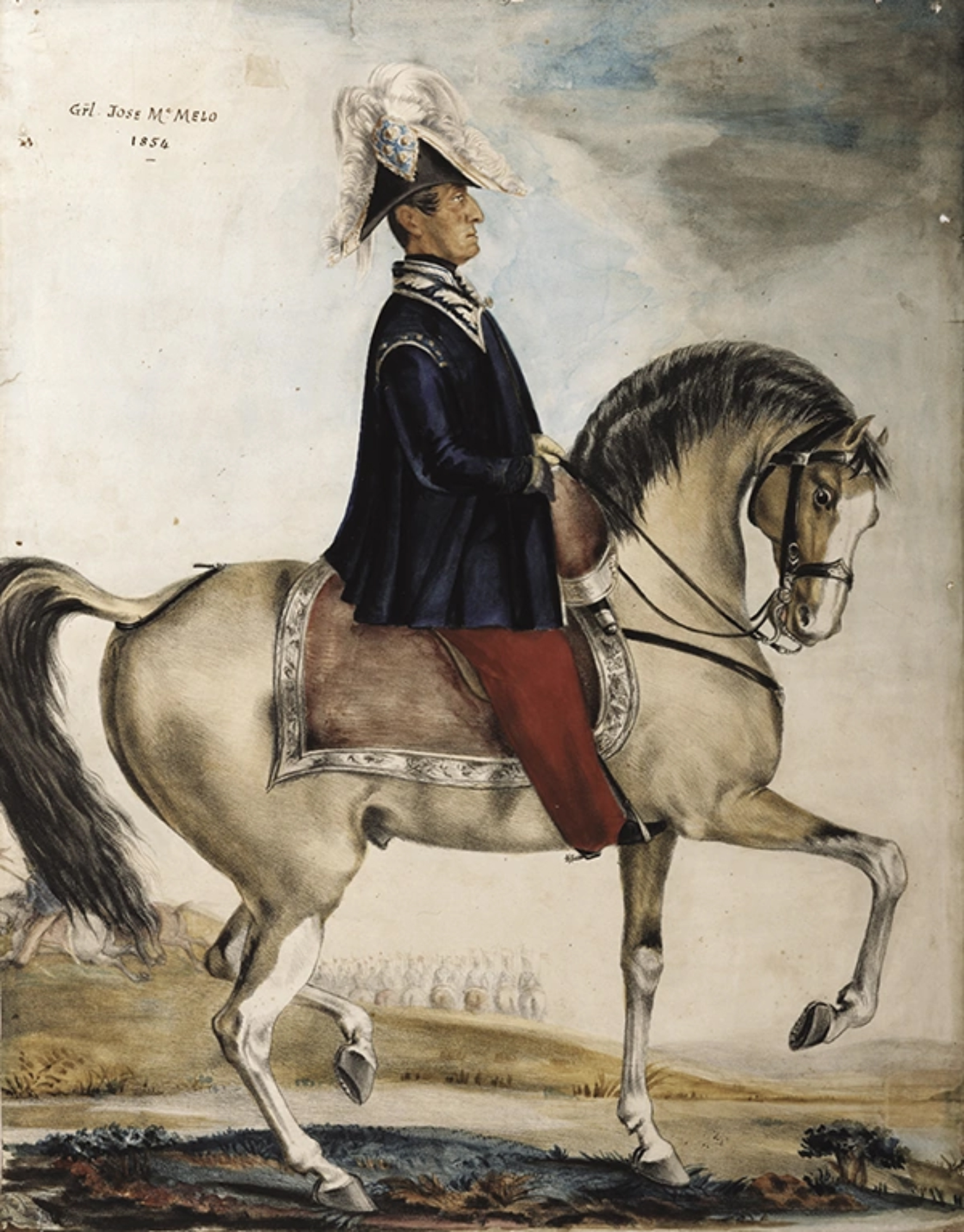
El general Melo, como presidente de Colombia.

Tras la llegada del liberalismo al poder en 1849 con en un momento de máxima tensión y polarización partidista (ya que se eligió al general José Hilario López, en medio de una caótica votación, donde incluso Mariano Ospina Rodríguez llegó a decir que se sentía amenazado de muerte); Mallarino decidió salir del país, para establecerse en Lima, Perú.
Regresó a su país sólo hasta 1854, para apoyar a la coalición bipartita que deseaba derrocar al general José María Melo, quien tomó el poder ante la falta de legitimidad del gobierno del general José María Obando, quien sucedió en el poder al general López. Finalmente, Melo fue depuesto tras una revuelta del bipartidismo, y fue desterrado a Panamá, huyendo luego a Centroamérica.

### La Restauración Constitucionalː Vicepresidencia (1855)
Restablecido el orden institucional en la persona del vicepresidente José de Obaldía como nuevo presidente, debido a la destitución del presidente José María Obando por el Congreso Nacional, se debía elegir un nuevo vicepresidente para terminar el periodo constitucional correspondiente a Obaldía. 

#### Elección
El excanciller Mallarino fue propuesto como candidato de unión nacional por su sobrino Carlos Holguín Mallarino, a nombre del partido Conservador y de Manuel Murillo Toro, del Partido Liberal. Mallarino se posesionó el 1 de abril de 1855, fecha en la cual asumió también la presidencia de la república porque el Congreso halló culpable a Obaldía del derrocamiento del presidente Obando y le interrumpieron su periodo presidencial. Hubo entonces la necesidad de elegir un designado presidencial, posición para la cual fue aclamado el general Joaquín París Ricaurte, una de las figuras del ejército que depuso a Melo.

### Presidencia (1855-1857)

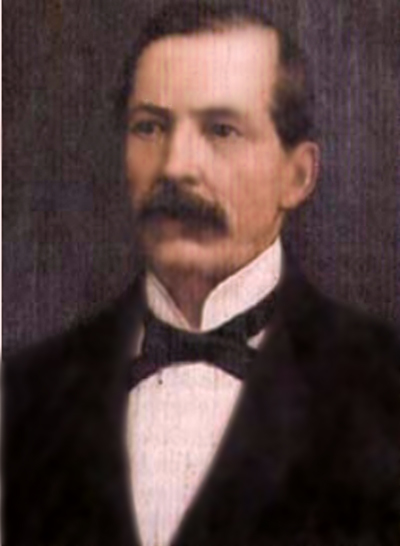
Óleo de Mallarino.

#### Gabinete ministerial
Durante el mandato de Mallarino, de acuerdo al pacto entre Holguín y Murillo, el gabinete fue paritarioː la mitad de los secretarios de gobierno eran conservadores y la otra liberales, lo que permitió que se diera el caso excepcional de que su gobierno fuera respaldado por todos los sectores de la política nacional, gozando el país de un período de paz sin precedentes, por lo que Mallarino redujo el ejército a 400 o 300 hombres. También indultó a los conspiradores de 1854.
- Secretaría de Gobiernoː Vicente Cárdenas (1855); Domingo A. Maldonado (e 1855); Pastor Ospina Rodríguez (1855); Cerbeleón Pinzón Flórez (1855-1856); Luciano Jaramillo (1856); Domingo A. Maldonado (1856); José María Ortega (1856-1857).
- 'Secretaría de Relaciones Exteriores'ː Lino de Pombo (1855-1857).
- Secretaría de Haciendaː José María Plata (1855); Rafael Núñez Moledo (1855-1857).
- Secretaría de Guerraː Rafael Núñez (e 1855); Cerbeleón Pinzón Flórez (1855-1856); Luciano Jaramillo (e 1856); José María Ortega (e 1856-1857).

#### Medidas
Es de destacar que fue en este gobierno cuando se inició el proceso de federalización de la Nueva Granada (política que si bien era liberal, él apoyó por considerarla razonable), creándose los estados de Panamá y Antioquia y dejando preparado el proceso de creación de Boyacá, Cauca, Cundinamarca, Magdalena, Bolívar y Santander. Para respetar la autonomía local, y buscando evitar nuevos conflictos, Mallarino le entregó a los estados el control de la policía, la justicia y actividades comerciales regionales. Su gobierno ejerció una especial modernización sobre Panamá, ya que instaló allí el servicio del telégrafo, fomentó el uso del ferrocarril e intentó sin éxito convertir a Ciudad de Panamá en la capital del país.

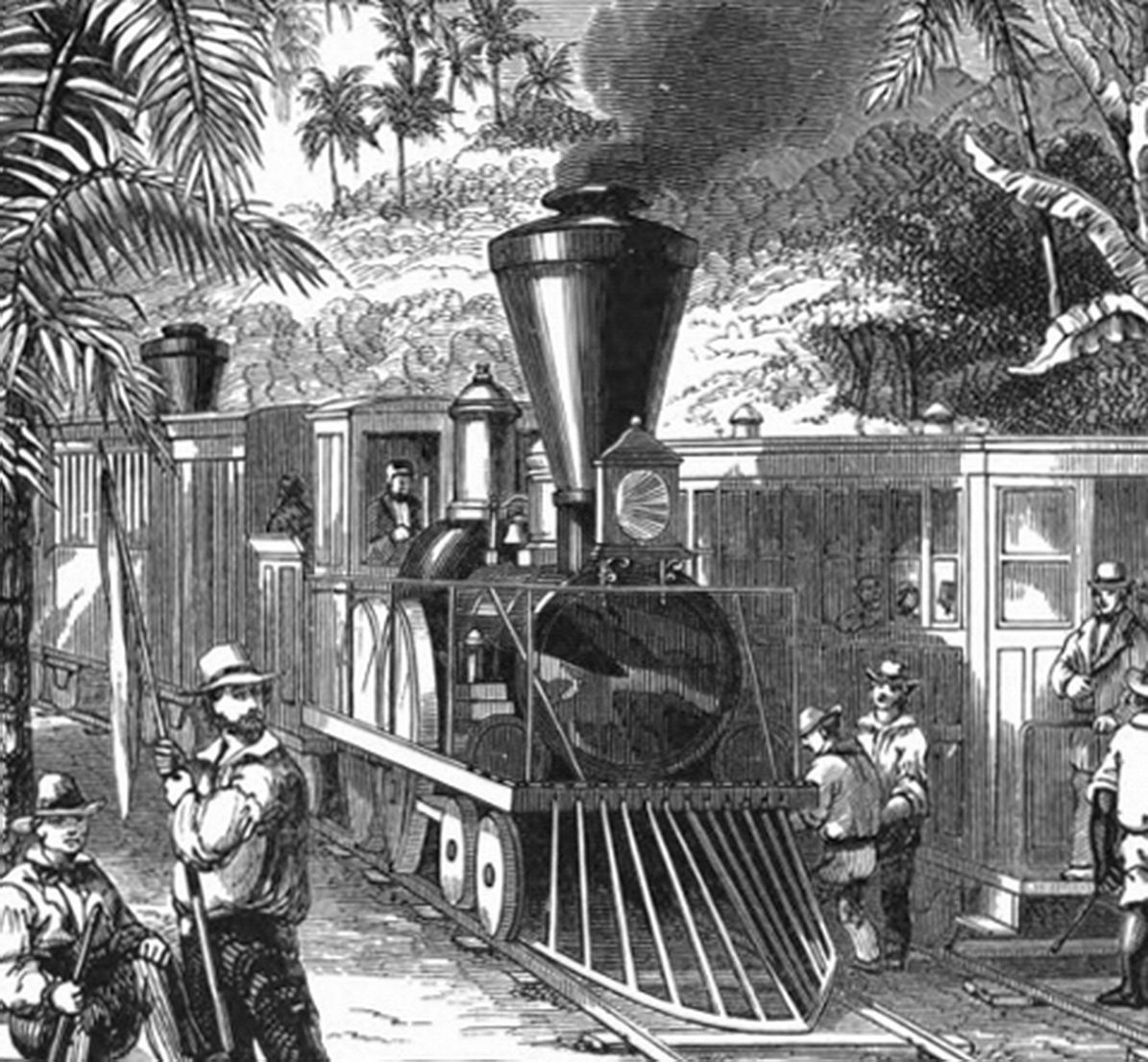
Ferrocarril de Panamá en 1855.

Para legitimarse en el poder, Mallarino respetó la independencia del Congreso respecto del presidente, de acuerdo con Martínez (1955). También redujo el gasto público, organizó el sistema aduanero, definió las políticas de la deuda externa del país y estimuló el sistema financiero, que estaba destruido tras décadas de continuó conflicto, entre ellos el que depuso a Melo en 1854. 
En materia educactiva, Mallarino reformó el sistema educativo mediante una cantidad no despreciable de normas encaminadas en mejorar las condiciones de la educación pública del país. Igualmente hizo reformas a los sistemas penal y electoral colombianos, mejoró la Biblioteca Nacional y varios museos.
Pese a que él mismo era un católico devoto, promovió la libertad de cultos y sancionó la ley 14 de 1855, con la cual se garantizó el reconocimiento de la personería jurídica de iglesias y congregaciones no católicas, y se establecieron los límites de las relaciones entre el estado y la Iglesia Católica, que pese a todo seguía siendo la iglesia oficial del país. También le quitó la exclusividad a la Iglesia del registro civil de las personas, por medio de una ley de 1856 en la que le entregó esa labor a los notarios del país Otra de sus medidas, no tan progresista fue lograr vetar la abolición de la pena de muerte, que el Congreso aprobó en 1856.

### Postpresidencia
Tras entregar la presidencia a su copartidario Mariano Ospina Rodríguez, Mallarino se dedicó principalmente a la docencia y el periodismo.

#### Ministerio de Relaciones Exteriores (1858-1861)
Sin embargo, el presidente Ospina lo llamó de nuevo al gobierno, ocupando Mallarino por segunda vez la cancillería nacional. En 1861, el presidente Ospina fue víctima de una conspiración encabezada por el expresidente Tomás Cipriano de Mosquera, quien se había pasado al Partido Liberal. Tras haber derogado la Constitución de 1843, los liberales se rebelaron contra el gobierno conservador y Ospina terminó huyendo a Centroamérica en 1861.
Mientras se reestablecía el orden, el procurador Bartolomé Calvo asumió el mando ya que no se pudo convocar elecciones y los designados presidenciales no pudieron asumir el poder; mientras eso ocurría, Mallarino fue confirmado en su cargo hasta que los liberales tomaron el poder por completo, tras lo cual Mosquera se proclamó presidente.

#### Ministerio de Instrucción Pública (1870-1871)
Retirado permanentemente del gobierno, Mallarino alternó sus labores como filólogo y educador. A pesar de ello, en 1870, el presidente liberal Eustorgio Salgar lo nombró Ministro de Instrucción Pública (actual Ministerio de Educación). 
Su labor mejoró el nivel educativo nacional y permitió la creación de varios instituciones educativas de interés cultural como la Academia de la Lengua, ya que fue uno de los promotores de la reforma de 1870, con la cual se buscó universalizar la educación para alcanzar la civilidad en Colombia. Entre sus logros estuvo establecer la educación primaria como obligatoria, prohibir los castigos corporales contra los estudiantes, e intentó establecer la educación gratuita y laica para todo el país.

#### Segunda candidatura presidencial

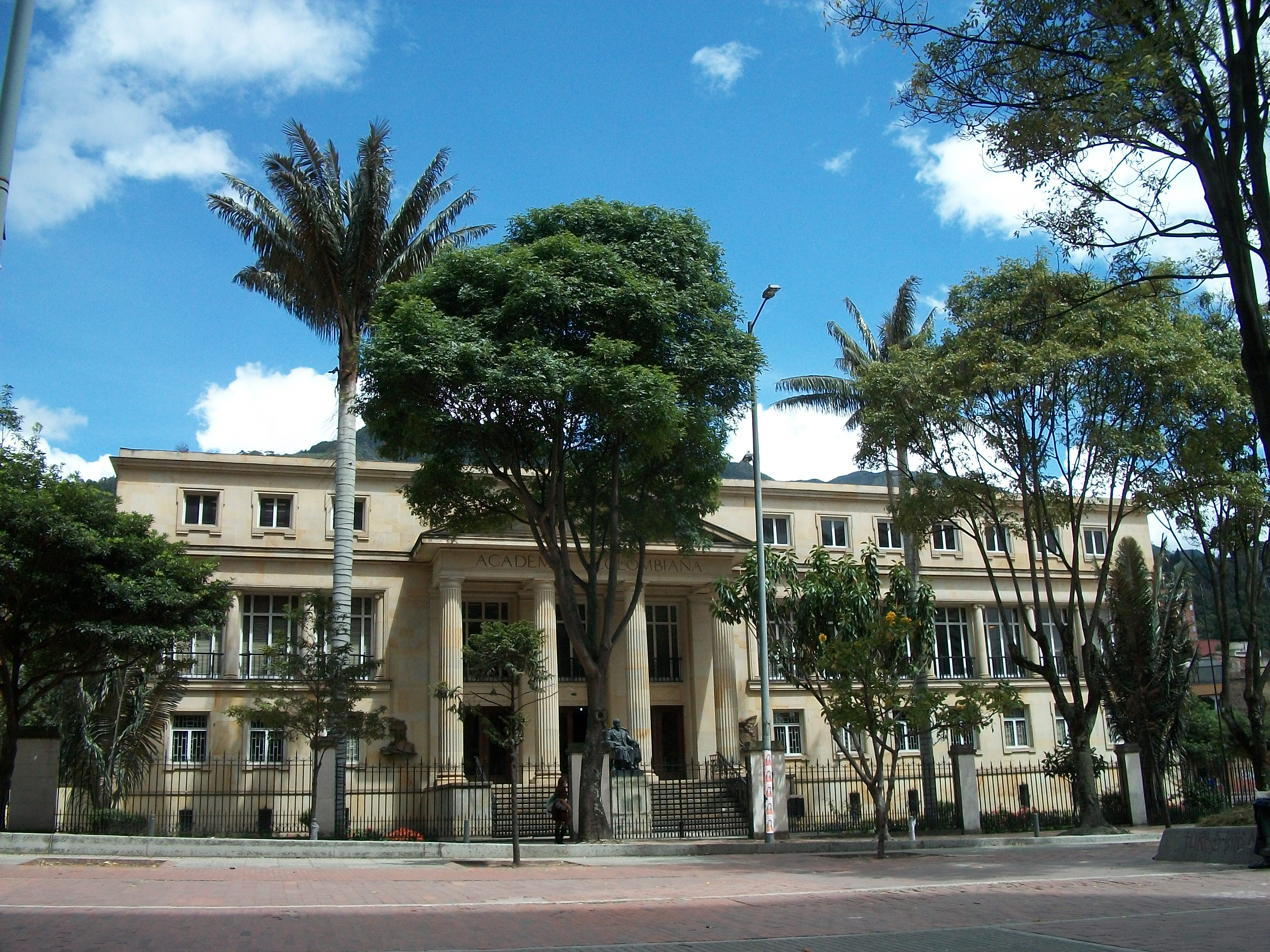
Sede de la Academia Colombiana de la Lengua, Bogotá.

En 1871 fue postulado como candidato a la presidencia por el conservatismo, contando con la ventaja de la división del liberalismo en la vertiente radical de Manuel Murillo Toro, y la moderada del expresidente Mosquera, que apoyaba a Julián Trujillo. Pese a esa división, Murillo se impuso con una ventaja amplia sobre el disidente Trujillo y sobre Manuel Mallarino, que sólo logró dos delegados.
En este mismo año, tras perder las elecciones, y por su incansable labor en la educación colombiana, Mallarino fue nombrado como presidente de la Academia Colombiana de la Lengua, que se creó en 1871 y a la que también pertenecieron el cuñado de su sobrino Carlos, Miguel Antonio Caro, y el político conservador José Manuel Marroquín.

#### Muerte
Manuel María Mallarino falleció en Bogotá el 6 de enero de 1872 a los 63 años.

## Vida privada

### Familia

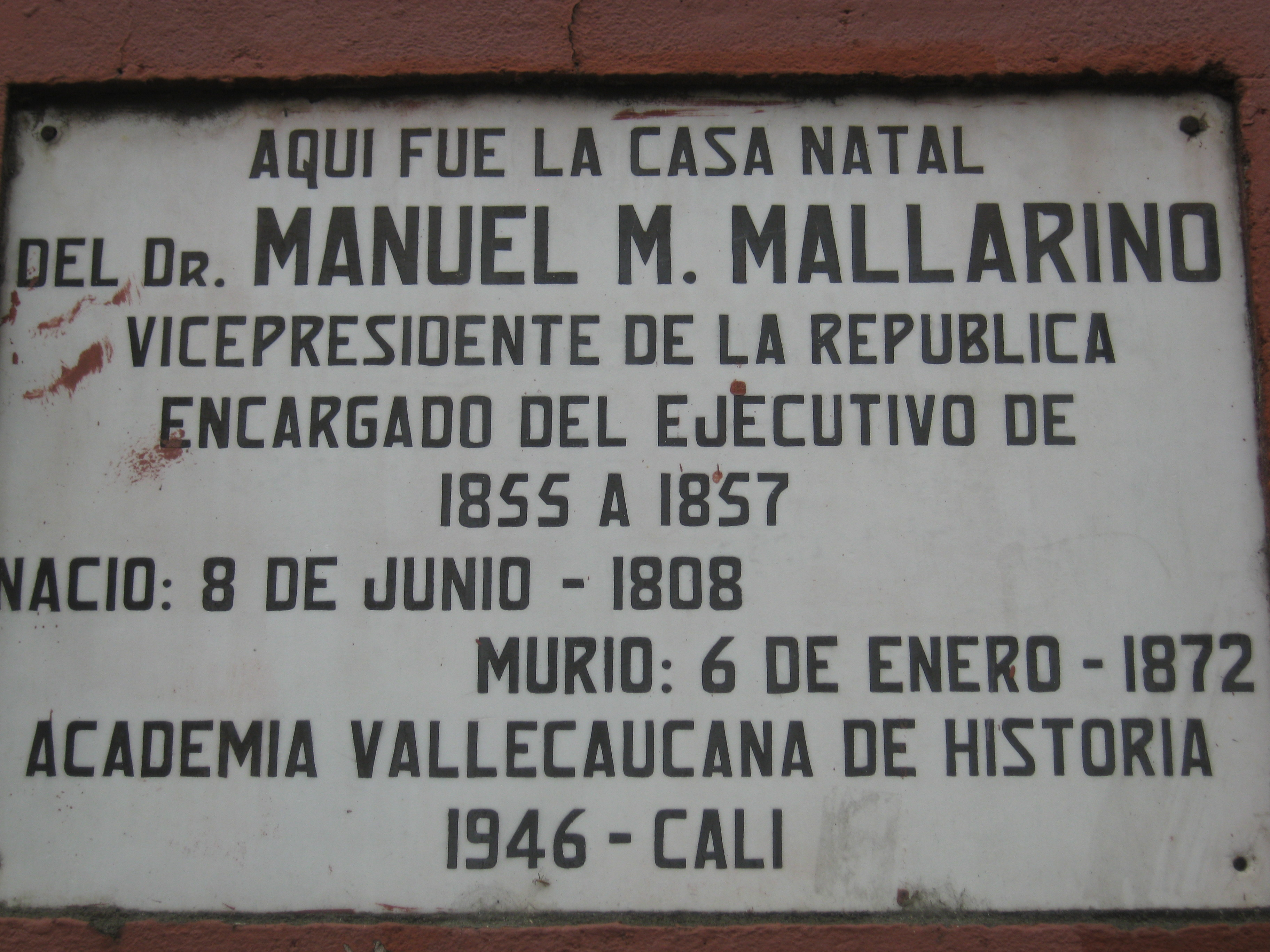
Placa conmemorativa al vicepresidente Manuel M. Mallarino, en su casa natal en Santiago de Cali.

Manuel María Mallarino Ibargüen era hijo del español de ascendencia italiana José María Mallarino y Vargas (nacido en Cádiz, España), y de la neogranadina de ascendencia italiana Juana María de la Concepción Scarpetta (nacida en Cali con el apellido Ibargüen). Su padre era un importante funcionario de la Corona española, siendo secretario del virrey Antonio Amar y Borbón.

#### Líneas colaterales

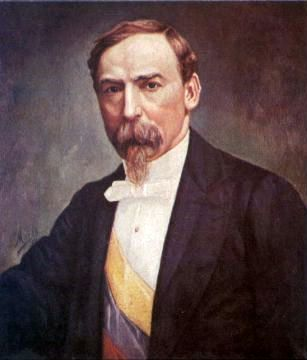
Uno de sus sobrinos, el expresidente Carlos Holguín Mallarino.

Los Mallarino también fueron padres de María Josefa y Francisco Antonio Mallarino Ibárgüen. María Josefa, la única hermana de Manuel María Mallarino se casó con José Vicente Holguín Sánchez, con quien tuvo a sus 10 hijos: Carlos, Dolores, Ernesto, Enrique, Jorge, Ignacio, Mercedes, Vicente, Eduardo y Ana Holguín Mallarino. Por su parte, su hermano menor, Francisco Mallarino fue alcalde de Cali durante el gobierno de Manuel, en 1857.
Su sobrino mayor, Carlos Holguín Mallarino fue presidente de Colombia entre 1888 y 1892, y contrajo matrimonio con Margarita Caro Tobar, hermana del político Miguel Antonio Caro (que sucedió en la presidencia a su cuñado Carlos entre 1892 y 1898). Tanto la esposa como el cuñado de Carlos eran hijos del cofundador del conservatismo, José Eusebio Caro, amigo personal de Manuel María Mallarino.
Por su parte Jorge, otro sobrino de Manuel, fue presidente de Colombia en 1909 (en reemplazo de Rafael Reyes) y luego entre noviembre de 1921 y agosto de 1922 (en reemplazo de Marco Fidel Suárez). Jorge se casó con Cecilia Arboleda, hija del expresidente conservador Julio Arboleda y sobrina del escritor Sergio Arboleda. Las políticas colombianas Clara López Obregón, María Mercedes Cuéllar y María Ángela Holguín son algunas de sus descendientes.

#### Matrimonio y descendencia
Manuel Mallarino contrajo matrimonio con María Mercedes Cabal el 2 de febrero de 1837, hija de don Víctor Cabal, acaudalado ganadero del municipio de Buga y exalcalde de Cali. Cabal fue quien le vendió la hacienda El Paraíso al ciudadano inglés George Henry Isaacs, padre del escritor colombiano Jorge Isaacs. Isaacs tomo como inspiración a María Mercedes como inspiración para su obra María. Con María Mercedes Cabal, Manuel tuvo a sus hijos José María, Víctor, Antonio, Susana, Gonzalo, Sofía y Julio Mallarino Cabal.

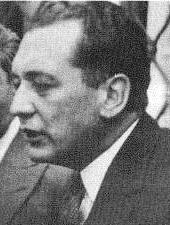
El expresidente Laureano Gómez era cuñado de una de sus bisnietas, Clara Van Arken Mallarino.

Su hijo mayor se casó con la hermana de Jorge Isaacs, con quien tuvo al militar Antonio y al periodista y político Manuel María Mallarino Isaacs, 167° Alcalde de Bogotá. Otra de sus hijas, María, se casó con colombiano de ascendencia neerlandesa Alfredo Van Arken Carrizosa (descendiente por su madre del expresidente José Joaquín Camacho, de quien también descienden los hermanos oficiales del ejército y la policía Camacho Leyva, y el expresidente Salvador Camacho Roldán). Hijas de María Mallarino y Alfredo Van Arken fueron Alicia (casada con el diplomático ecuatoriano Alberto Muñóz Borrero), Carmen (casada con el hermano de Alberto, Manuel, nietos ambos del expresidente de Ecuador, Antonio Borrero Cortázar), y Clara (casada con el caricaturista José María "Pepe" Gómez, hermano del expresidente Laureano Gómez).

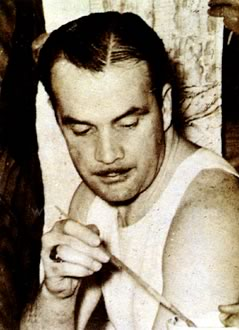
El pintor Santiago Martínez Delgado, uno de sus bisnietos.

Su segundo hijo, Víctor, se casó con una de las cuñadas de Manuel María, Dolores (quien era hija de Vicente Holguín y por tanto hermana de Carlos, el cuñado de Mallarino); de éste matrimonio nació el poeta Rafael Mallarino Holguín, su hijo el actor Víctor Mallarino Botero; y sus nietos, María Angélica, Víctor y Helena Mallarino de Madariaga, todos actores reconocidos en Colombia.
Su hija mayor, Susana, se casó con Evaristo Delgado, con quien tuvo a la pintora colombiana Mercedes Delgado (casada con el político Luis Silva y madre de los artistas Luis y Santiago Martínez Delgado); y del policía y diplomático colombiano Víctor Alberto Delgado Mallarino, Director de la Policía de Colombia entre 1983 y 1986, y bajo cuya dirección la institución comenzó a ser blanco de los ataques del narcotráfico.

### Semblante
Según Martínez (1940), Mallarino era un amante de las peleas de gallos y disfrutaba de viajar por todo el país, actividades que se podía permitir gracias a la fortuna suya y de su familia.